# Enríquez

Lo stemma di famiglia

Gli Enríquez (dal castigliano Enríquez, "figlio di Enrico") furono una nobile e potente famiglia spagnola, discendenti da Fadrique Alfonso de Castilla, I signore di Haro e 25º maestro dell'ordine di Santiago, figlio illegittimo di Alfonso XI di Castiglia e di Eleonora di Guzmán, fratello gemello di Enrico II di Castiglia, che diede il nome al ramo.
Dal punto di vista politico, la famiglia divenne una delle più potenti della Castiglia, ostentando la dignità di almirante di Castiglia per quasi 200 anni, di gran maestro dell'Ordine di Santiago e duca di Medina de Rioseco. Facevano parte del potere aristocratico d'élite in Castiglia durante il Medioevo e, insieme ad altri 19 lignaggi spagnoli, furono riconosciuti da Carlo V nel 1520 come uno dei primi Grandi di Spagna.
Giurisdizionalmente, custodivano i manieri di Mansilla, Medina de Rioseco, Melgar, Palenzuela, Peñafiel, Rueda, Torrelobatón e Tarifa
Giovanna Enríquez, bisnipote del fondatore del lignaggio, sposò Giovanni II d'Aragona e fu madre di Ferdinando II il Cattolico. In precedenza, anche i discendenti di Enrico di Castiglia il Senatore, figlio di re Ferdinando III di Castiglia, ricevevano il cognome Enríquez.
Dall'unione di Federico Enriquez con Anna de Cabrera furono anche conti di Modica e con Giovanni Alfonso toccarono l'apice divenendo Viceré di Sicilia e di Napoli. Con il successore Giovanni Tommaso di Toledo, fautore della ribellione a Filippo V di Spagna, iniziò il declino. La casata si estinse successivamente (1779) con la figlia Maria ed i loro titoli confluirono nella famiglia Alvarez de Toledo.

## Lignaggio
1. Federico (1333–1358), figlio illegittimo di Alfonso XI di Castiglia.
2. Alfonso Enríquez (1354-1429)
3. Fadrique Enríquez de Mendoza (c. 1390-1473)
4. Alfonso Enríquez de Quiñones (m. 1485),
5. Federico II Enríquez (1485-1538), cugino del re di Spagna Ferdinando il Cattolico. Si unì in matrimonio nel 1481 a Modica con Anna de Cabrera che portava in dote la contea di Modica, e le città di Alcamo, Caccamo e Calatafimi.
6. Fernando Enríquez de Velasco (1538-1542)
7. Luis Enríquez y Téllez-Girón (1542-1567)
8. Luis Enríquez de Cabrera (1567-1596)
9. Luis Enríquez de Cabrera y Mendoza, detto anche Luigi III (?, ... – Modica, 1600), Conte di Modica (dal 1596 al 1600), consorte di Vittoria Colonna de Cabrera.
10. Juan Alfonso Enríquez de Cabrera, (Modica 3 marzo 1597 -Madrid 6 febbraio 1647), Conte di Modica dal 1617 al 1647, Viceré di Sicilia (1641-1643) e di Napoli (1644-1646), gentiluomo di camera del re e capitano generale dell'esercito di Spagna.
11. Juan Gaspar Enríquez de Cabrera y Sandoval (1647-1691).
12. Juan Tomás Enríquez de Cabrera y Álvarez de Toledo, Conte di Modica dal 1691 al 1702, ricordato per la ribellione al re Filippo V di Spagna.
13. Pascual Enríquez de Cabrera y Almansa (-1739), Conte di Modica dal 1729 al 1740, ultimo rampollo della dinastia che poi confluì nella famiglia Alvarez de Toledo.
14. María de la Almudena Enríquez de Cabrera y Almansa (-1779), Contessa di Modica dal 1740 al 1742.